# Avançon (Hautes-Alpes)
Pour les articles homonymes, voir Avançon.
Avançon est une commune française située dans le département des Hautes-Alpes, en région Provence-Alpes-Côte d'Azur.

## Géographie

### Localisation
Avançon est située à 8 km de La Bâtie-Neuve, à 13 km de Chorges, à 16 km de Tallard et à 20 km de Gap.
La vallée de l'Avance sépare le village du hameau des Santons.
Six communes jouxtent Avançon :
| La Bâtie-Vieille      | La Bâtie-Neuve | Montgardin |
|                       | Avançon        |            |
| Saint-Étienne-le-Laus | Théus          | Espinasses |

### Transports
La commune est traversée par la route départementale 942, liaison permettant l'accès à l'autoroute A51 en direction de Sisteron au sud-ouest, et Briançon au nord-est par la route nationale 94.
La route départementale (RD) 6 relie La Bâtie-Neuve à La Bâtie-Vieille et au-delà vers Gap, par le hameau des Santons. La RD 11 relie la RD 942 à La Bâtie-Neuve, la RD 11a dessert le chef-lieu de la commune et plus au sud, la RD 111 se dirige vers Notre-Dame-du-Laus.

### Climat
Pour des articles plus généraux, voir Climat de Provence-Alpes-Côte d'Azur et Climat des Hautes-Alpes.
En 2010, le climat de la commune est de type climat de montagne, selon une étude du Centre national de la recherche scientifique s'appuyant sur une série de données couvrant la période 1971-2000. En 2020, Météo-France publie une typologie des climats de la France métropolitaine dans laquelle la commune est exposée à un climat de montagne ou de marges de montagne et est dans la région climatique Alpes du sud, caractérisée par une pluviométrie annuelle de 850 à 1 000 mm, minimale en été.
Pour la période 1971-2000, la température annuelle moyenne est de 9,5 °C, avec une amplitude thermique annuelle de 17,6 °C. Le cumul annuel moyen de précipitations est de 1 019 mm, avec 7,8 jours de précipitations en janvier et 5,6 jours en juillet. Pour la période 1991-2020, la température moyenne annuelle observée sur la station météorologique de Météo-France la plus proche, « Gap », sur la commune de Gap à 9 km à vol d'oiseau, est de 11,5 °C et le cumul annuel moyen de précipitations est de 863,3 mm. 
La température maximale relevée sur cette station est de 38,2 °C, atteinte le 23 août 2023 ; la température minimale est de −15,3 °C, atteinte le 5 février 2012,,.
Les paramètres climatiques de la commune ont été estimés pour le milieu du siècle (2041-2070) selon différents scénarios d'émission de gaz à effet de serre à partir des nouvelles projections climatiques de référence DRIAS-2020. Ils sont consultables sur un site dédié publié par Météo-France en novembre 2022.

## Urbanisme

### Typologie
Au 1er janvier 2024, Avançon est catégorisée commune rurale à habitat très dispersé, selon la nouvelle grille communale de densité à 7 niveaux définie par l'Insee en 2022.
Elle est située hors unité urbaine. Par ailleurs la commune fait partie de l'aire d'attraction de Gap, dont elle est une commune de la couronne,. Cette aire, qui regroupe 73 communes, est catégorisée dans les aires de 50 000 à moins de 200 000 habitants,.

### Occupation des sols
L'occupation des sols de la commune, telle qu'elle ressort de la base de données européenne d’occupation biophysique des sols Corine Land Cover (CLC), est marquée par l'importance des forêts et milieux semi-naturels (50,3 % en 2018), en augmentation par rapport à 1990 (47,5 %). La répartition détaillée en 2018 est la suivante : 
forêts (33,4 %), terres arables (27,4 %), zones agricoles hétérogènes (20,6 %), milieux à végétation arbustive et/ou herbacée (10,7 %), espaces ouverts, sans ou avec peu de végétation (6,2 %), prairies (1,7 %).
L'évolution de l’occupation des sols de la commune et de ses infrastructures peut être observée sur les différentes représentations cartographiques du territoire : la carte de Cassini (XVIIIe siècle), la carte d'état-major (1820-1866) et les cartes ou photos aériennes de l'IGN pour la période actuelle (1950 à aujourd'hui).

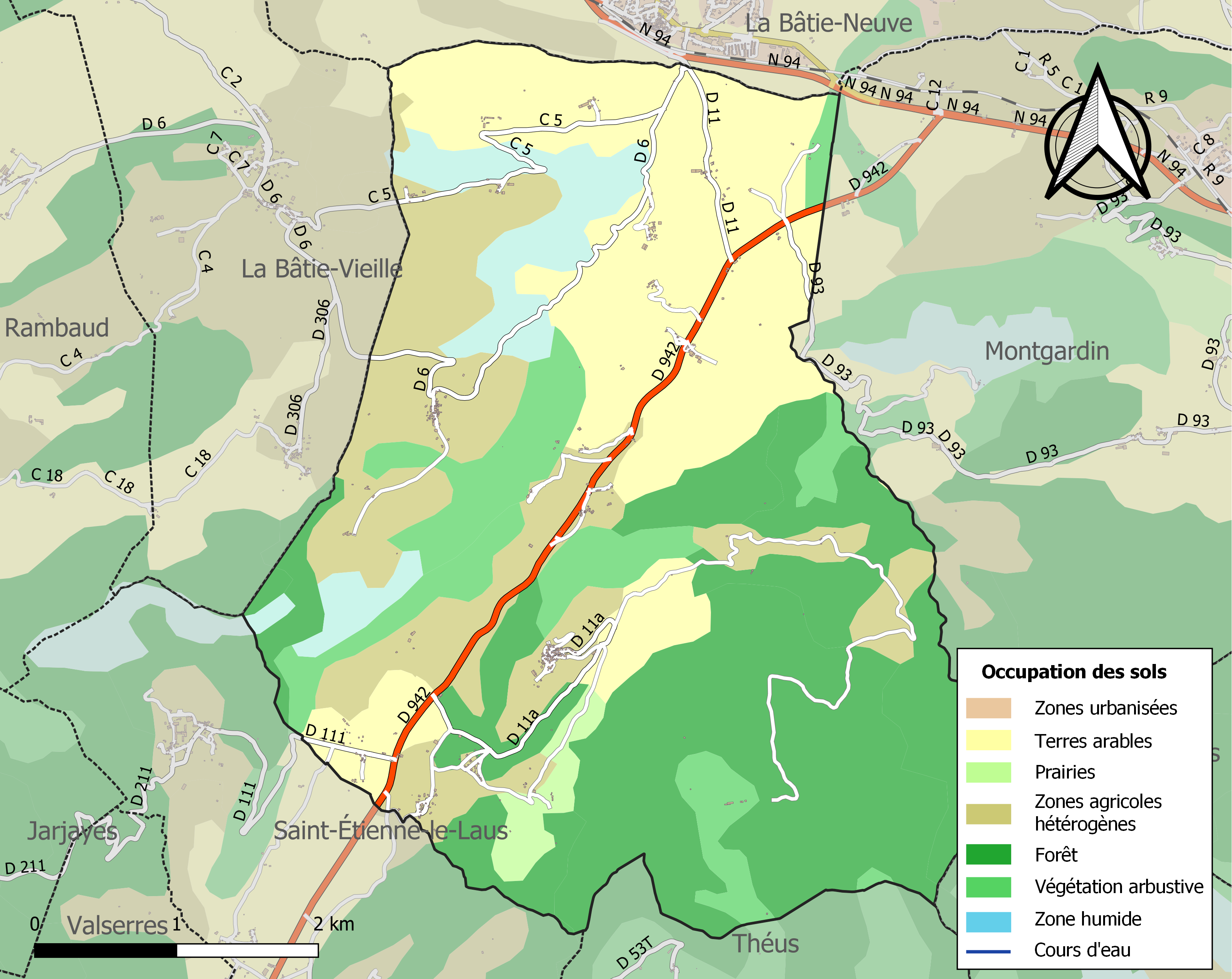
Carte de l'occupation des sols de la commune en 2018 (CLC).

## Toponymie
Le nom de la localité est attesté sous les formes Castrum quod nominatur Avanzu (« Château que l'on nomme Avançon ») en 1100, Aoenzons en 1269, Avansonum et Avanson en 1296, Castrum de Avansono en 1334, Avanson vers 1568, Avenzons en 1569.
Avançon tire son nom de la rivière Avance qui coule au pied du mont où est perché le village. La rivière apparaît dans les archives du monastère de Boscodon sous le nom de Avanza. Plusieurs cours d'eau alpins portent le nom d'Avançon. Charles Kraeger et Gilbert Künzi dans leur étude des toponymes des rivières romandes proposent un radical celtique Av, Ev signifiant « eau courante », « eau abondante ».

## Politique et administration

### Liste des maires
| Période                                  | Période   | Identité         | Étiquette | Qualité                             |
| ---------------------------------------- | --------- | ---------------- | --------- | ----------------------------------- |
| Les données manquantes sont à compléter. |           |                  |           |                                     |
|                                          |           |                  |           |                                     |
| juin 1995                                | mars 2008 | Hubert Garagnon  |           |                                     |
| mars 2008                                | En cours  | Laurent Nicolas, |           | Agriculteur sur petite exploitation |

### Intercommunalité
Avançon fait partie :
- de 2000 à 2017, de la communauté de communes de la vallée de l'Avance ;
- à partir du 1er janvier 2017, de la communauté de communes Serre-Ponçon Val d'Avance[18].

### Politique environnementale
Avançon possède une déchèterie intercommunale, créée en 2003, accessible gratuitement aux habitants de la communauté de communes.

## Population et société

### Démographie
L'évolution du nombre d'habitants est connue à travers les recensements de la population effectués dans la commune depuis 1793. Pour les communes de moins de 10 000 habitants, une enquête de recensement portant sur toute la population est réalisée tous les cinq ans, les populations de référence des années intermédiaires étant quant à elles estimées par interpolation ou extrapolation. Pour la commune, le premier recensement exhaustif entrant dans le cadre du nouveau dispositif a été réalisé en 2006.

En 2022, la commune comptait 418 habitants, en évolution de +4,24 % par rapport à 2016 (Hautes-Alpes : +0,4 %, France hors Mayotte : +2,11 %).
| 1793 | 1800 | 1806 | 1821 | 1831 | 1836 | 1841 | 1846 | 1851 |
| ---- | ---- | ---- | ---- | ---- | ---- | ---- | ---- | ---- |
| 561  | 576  | 608  | 538  | 656  | 652  | 673  | 667  | 656  |

| 1856 | 1861 | 1866 | 1872 | 1876 | 1881 | 1886 | 1891 | 1896 |
| ---- | ---- | ---- | ---- | ---- | ---- | ---- | ---- | ---- |
| 611  | 621  | 607  | 584  | 594  | 574  | 593  | 519  | 534  |

| 1901 | 1906 | 1911 | 1921 | 1926 | 1931 | 1936 | 1946 | 1954 |
| ---- | ---- | ---- | ---- | ---- | ---- | ---- | ---- | ---- |
| 513  | 510  | 506  | 399  | 402  | 343  | 342  | 307  | 270  |

| 1962 | 1968 | 1975 | 1982 | 1990 | 1999 | 2006 | 2011 | 2016 |
| ---- | ---- | ---- | ---- | ---- | ---- | ---- | ---- | ---- |
| 249  | 252  | 219  | 261  | 279  | 330  | 350  | 410  | 401  |

| 2021 | 2022 | - | - | - | - | - | - | - |
| ---- | ---- | - | - | - | - | - | - | - |
| 418  | 418  | - | - | - | - | - | - | - |

## Culture locale et patrimoine

### Lieux et monuments
- Église Saint-Gervais de 1655.
- Chapelle Notre-Dame-de-Pitié, restaurée en 1980.

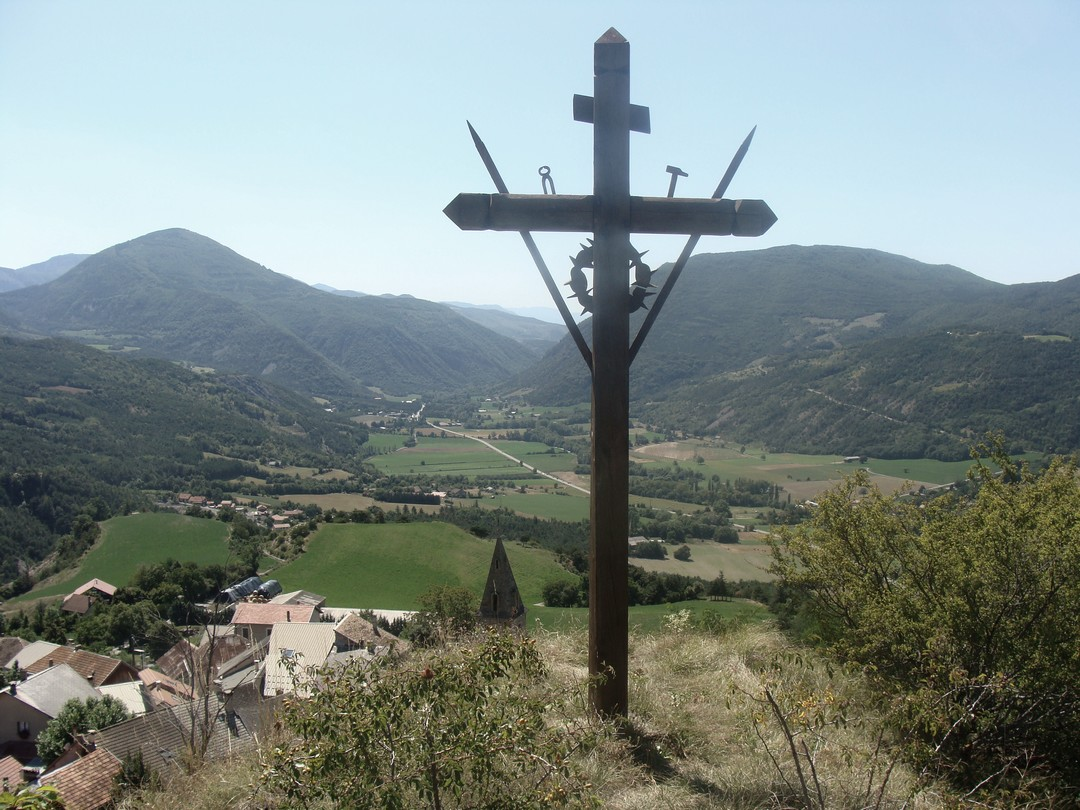
Le calvaire qui domine le village et la vallée de l'Avance.
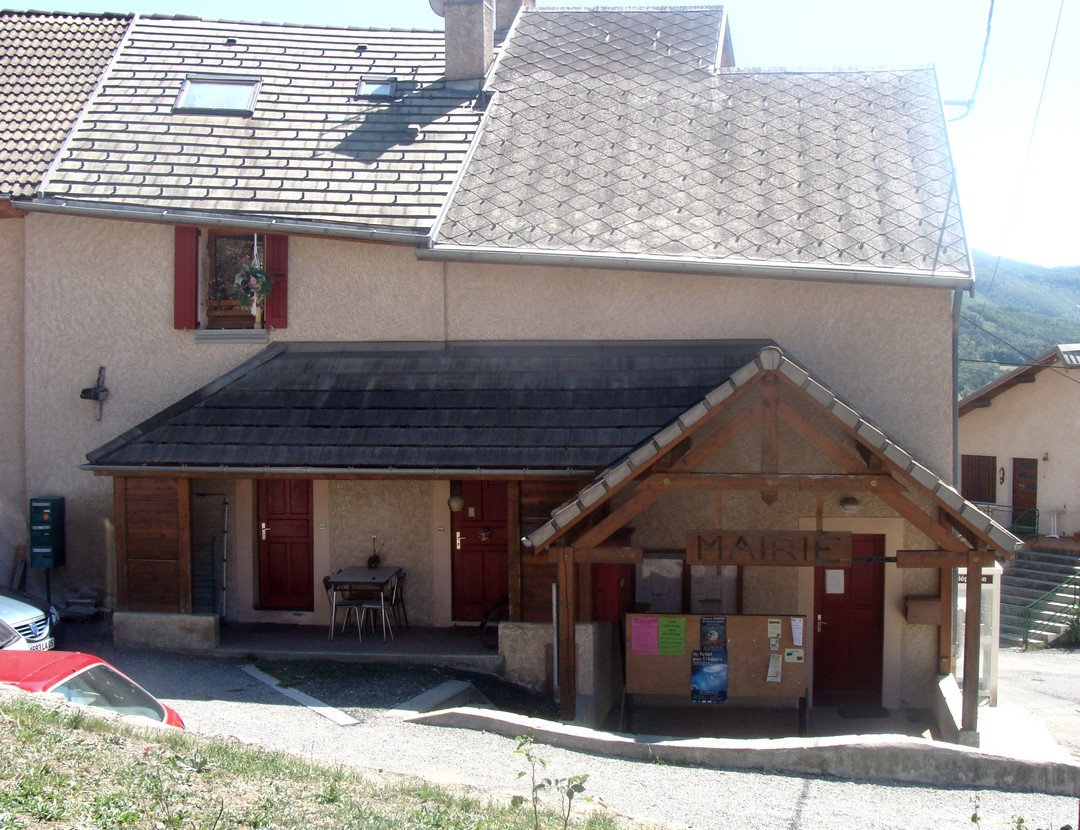
Ancienne mairie d'Avançon.
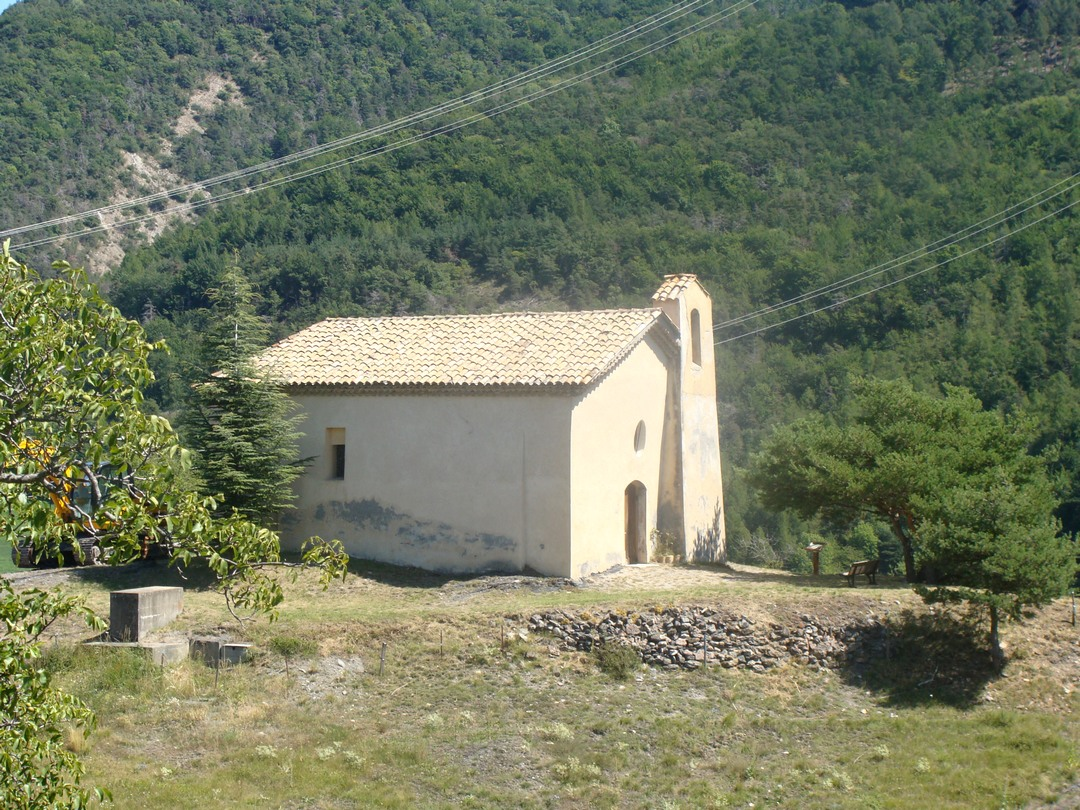
La chapelle Notre-Dame-de-Pitié, proche du village.
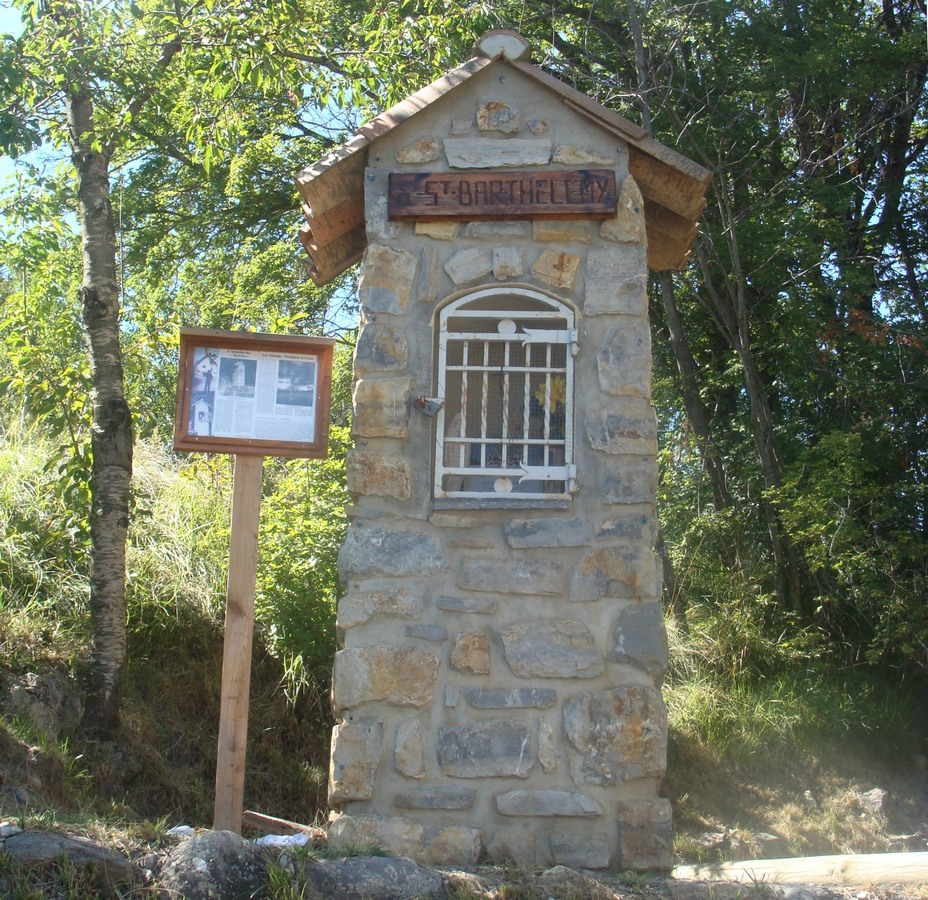
Le sanctuaire à Saint-Barthélémy, au hameau des Santons.

### Personnalités liées à la commune
- Guillaume d'Avançon (1535-1600), archevêque d'Embrun, lieutenant général du Dauphiné.
- André Garnier, né à Avançon en 1727, décédé à Avançon en 1816, évêque constitutionnel d'Embrun, inhumé dans l'église (pierre tombale au sol).

### Héraldique
| Blason de Avançon | Blason  | De gueules à trois chevrons d'argent ; au chef cousu* de sinople chargé d'un fouet aux lanières plombées d'or posé en barre. |
| Blason de Avançon | Détails | * Ces armes emploient le terme « cousu » dans le seul but de contrevenir à la règle de contrariété des couleurs : elles sont fautives. Armes de la famille de Saint-Marcel d'Avançon qui portait : De gueules à trois chevrons d'argent au chef d'or, où le chef fut brisé d'un fouet, attribut de saint Gervais, patron de l'église locale. Le statut officiel du blason reste à déterminer. |